# Zrakoplovno jedriličarstvo
Zrakkoplovno jedriličarstvo je grana športskog zrakoplovstva u kojem se natječe letenjem u zrakoplovnoj jedrilici. Osniva se na težnji što duljega zadržavanja jedrilice u zraku i ostvarivanja što veće duljine puta (prelet), apsolutne visine i brzine na zadanoj ruti. Prelet može biti ravnom crtom, neravnom crtom, oko trokuta ili oko višekutnika. Priznanja za športske uspjehe u jedriličarstvu značke su Međunarodnoga zrakoplovnog saveza (francuski: Fédération Aéronautique Internationale). Postoje različite značke, za početnike: A, B i C, te za napredne: srebrno C, zlatno C, zlatno C s 3 dijamanta, klub 1000. Zmačke se dodjeljuju se prema trajanju jedrenja, postignutom preletu i apsolutnoj visini.

## Hrvatska
Najveći je uspjeh hrvatskog zrakoplovnog jedriličarstva titula svjetskih prvaka, koju su 1954. osvojili Zvonimir Rain i Božidar Komac u dvosjedu. Jedriličarstvo je pod nadzorom Komisije za zrakoplovno jedriličarstvo, unutar Hrvatskoga zrakoplovnog saveza.

## Vanjske poveznice
- Sportsko jedriličarstvo  Arhivirana inačica izvorne stranice od 25. listopada 2019. (Wayback Machine)